# 上洋镇
上洋镇，是中华人民共和国广东省阳江市阳西县下辖的一个乡镇级行政单位。

## 行政区划
上洋镇下辖以下地区：
上洋街道社区、双城村、石门村、那西村、菩提村、白石村、庚山村、上塘村、沙湖村、双鱼村、南山岭村、河北村、上洋村、周新村、石桥村、南保村、南山海村、上联村和福湖村。